# Luzy-Saint-Martin
Pour les articles homonymes, voir Luzy et Saint-Martin.
Luzy-Saint-Martin est une commune française située dans le département de la Meuse, en région Grand Est.

## Géographie

### Localisation
Luzy-Saint-Martin est située au nord du département de la Meuse, à 4 km au nord-ouest de Stenay, le chef-lieu de canton, et à proximité du département des Ardennes.
Le territoire de la commune est limitrophe de cinq autres communes :
| Pouilly-sur-Meuse    | Inor              | Martincourt-sur-Meuse |
|                      | Luzy-Saint-Martin |                       |
| Laneuville-sur-Meuse | Cesse             |                       |

### Hydrographie
La commune est dans le bassin versant de la Meuse au sein du bassin Rhin-Meuse. Elle est drainée par la Meuse, le ruisseau de Cesse et le ruisseau la Caure,.
La Meuse, d'une longueur de 486 km, est un fleuve européen qui prend sa source en France, dans la commune du Châtelet-sur-Meuse, à 409 mètres d'altitude, et se jette dans la mer du Nord après un cours long d'approximativement 950 kilomètres traversant la France, la Belgique et les Pays-Bas. 

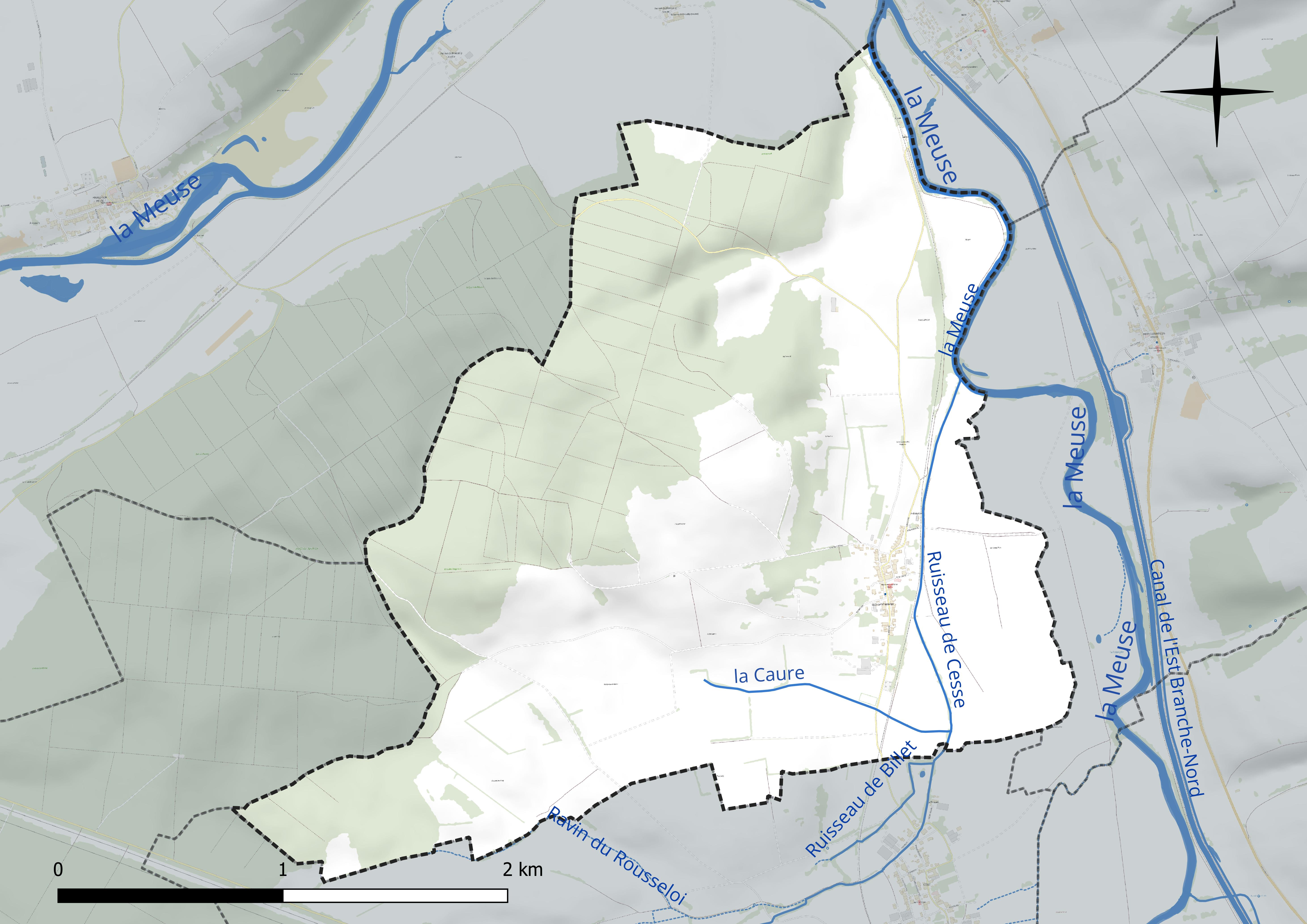
Réseau hydrographique de Luzy-Saint-Martin.

### Climat
Pour des articles plus généraux, voir Climat du Grand Est et Climat de la Meuse.
En 2010, le climat de la commune est de type climat des marges montargnardes, selon une étude du Centre national de la recherche scientifique s'appuyant sur une série de données couvrant la période 1971-2000. En 2020, Météo-France publie une typologie des climats de la France métropolitaine dans laquelle la commune est exposée à un climat océanique altéré et est dans la région climatique  Lorraine, plateau de Langres, Morvan, caractérisée par un hiver rude (1,5 °C), des vents modérés et des brouillards fréquents en automne et hiver. 
Pour la période 1971-2000, la température annuelle moyenne est de 9,8 °C, avec une amplitude thermique annuelle de 15,7 °C. Le cumul annuel moyen de précipitations est de 948 mm, avec 13,7 jours de précipitations en janvier et 9,8 jours en juillet. Pour la période 1991-2020, la température moyenne annuelle observée sur la station météorologique de Météo-France la plus proche, « Mouzay », sur la commune de Mouzay à 8 km à vol d'oiseau, est de 10,6 °C et le cumul annuel moyen de précipitations est de 789,5 mm. 
La température maximale relevée sur cette station est de 40,4 °C, atteinte le 24 juillet 2019 ; la température minimale est de −15,3 °C, atteinte le 20 décembre 2009,,. 
Les paramètres climatiques de la commune ont été estimés pour le milieu du siècle (2041-2070) selon différents scénarios d'émission de gaz à effet de serre à partir des nouvelles projections climatiques de référence DRIAS-2020. Ils sont consultables sur un site dédié publié par Météo-France en novembre 2022.

## Urbanisme

### Typologie
Au 1er janvier 2024, Luzy-Saint-Martin est catégorisée commune rurale à habitat dispersé, selon la nouvelle grille communale de densité à sept niveaux définie par l'Insee en 2022.
Elle est située hors unité urbaine et hors attraction des villes,.

### Occupation des sols
L'occupation des sols de la commune, telle qu'elle ressort de la base de données européenne d’occupation biophysique des sols Corine Land Cover (CLC), est marquée par l'importance des territoires agricoles (60,9 % en 2018), en diminution par rapport à 1990 (62,4 %). La répartition détaillée en 2018 est la suivante : 
forêts (35,6 %), terres arables (35,1 %), prairies (25,8 %), zones urbanisées (3,5 %). L'évolution de l’occupation des sols de la commune et de ses infrastructures peut être observée sur les différentes représentations cartographiques du territoire : la carte de Cassini (XVIIIe siècle), la carte d'état-major (1820-1866) et les cartes ou photos aériennes de l'IGN pour la période actuelle (1950 à aujourd'hui).

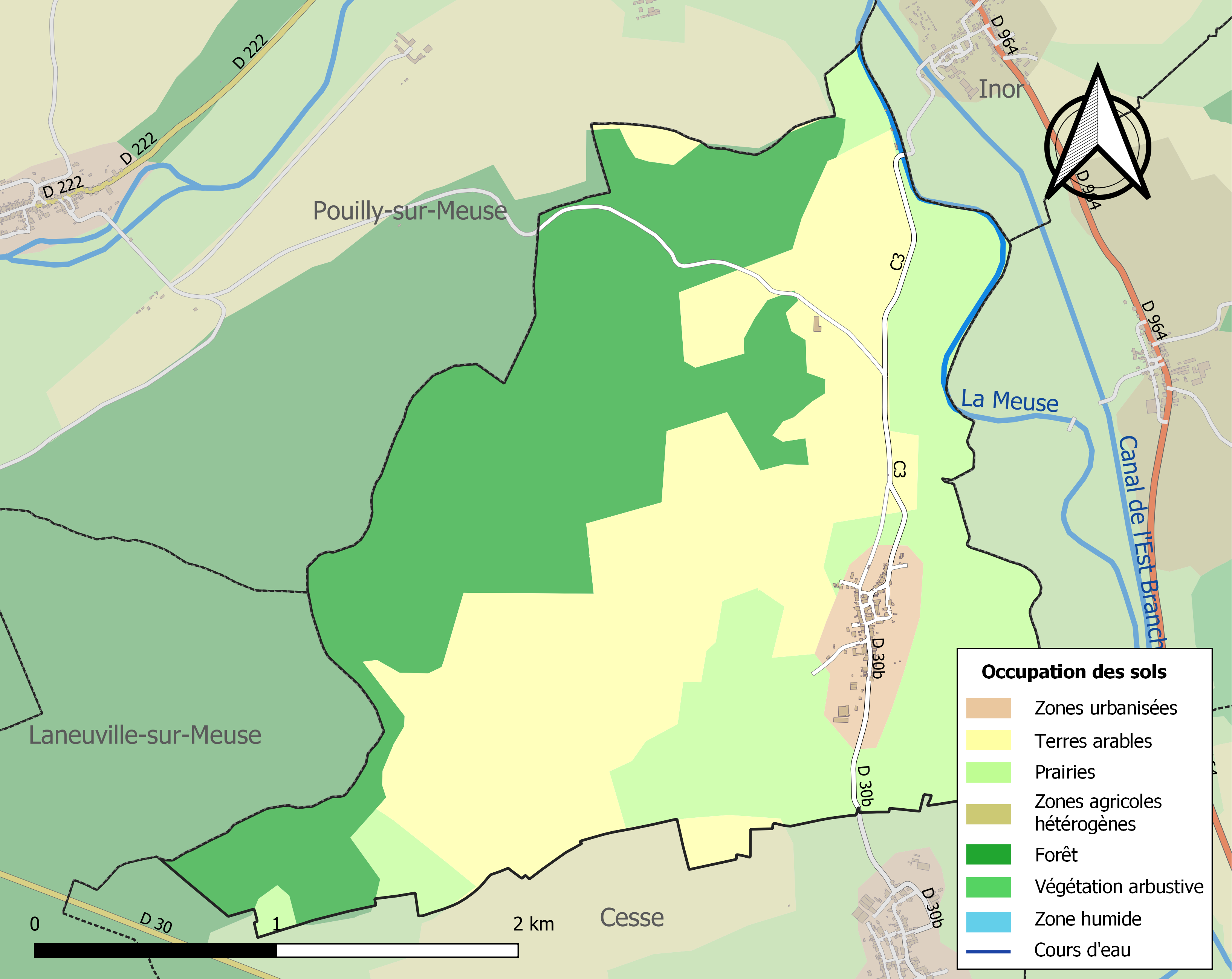
Carte des infrastructures et de l'occupation des sols de la commune en 2018 (CLC).

## Toponymie
Le nom de la localité est attesté sous les formes Luscy en 1249 ; Luseya au XVIe siècle ; Lusy en 1751 ; Lugny en 1787 ; Luxiacum, Luziacum, Lusey, Luzey, Luxey ; Luzy en 1793, 1801 et 1872,
Par arrêté préfectoral du 06.08.1922, Luzy prend le nom de Luzy-Saint-Martin ( J.O., 1922, 8, 8751 ).
Il s'agit d’une formation toponymique gauloise ou gallo-romaine en -acum, suffixe d'origine gauloise (celtique) indiquant le lieu ou la propriété.
Le premier élément Luz- représente l'anthroponyme latin Lusius ou Lutius. Xavier Delamarre considère que le radical Lut- des noms de personnes gaulois renvoie soit à luto- « marais », soit à lutu- « ardeur ». Il cite Luto, Luteeus, Luteuius, ainsi que Lutullus et Luttius.
Homonymie avec Luzay (Deux-Sèvres, Lusiacum 890) ; Luzé (Indre-et-Loire, Luziacum XIe siècle), etc..

## Politique et administration
| Période                                  | Période  | Identité                                     | Étiquette | Qualité            |
| ---------------------------------------- | -------- | -------------------------------------------- | --------- | ------------------ |
| Les données manquantes sont à compléter. |          |                                              |           |                    |
| mars 2001                                | En cours | Daniel Dupuis Réélu pour le mandat 2020-2026 |           | Ancien agriculteur |

## Population et société

### Démographie

#### Évolution démographique
L'évolution du nombre d'habitants est connue à travers les recensements de la population effectués dans la commune depuis 1793. Pour les communes de moins de 10 000 habitants, une enquête de recensement portant sur toute la population est réalisée tous les cinq ans, les populations de référence des années intermédiaires étant quant à elles estimées par interpolation ou extrapolation. Pour la commune, le premier recensement exhaustif entrant dans le cadre du nouveau dispositif a été réalisé en 2008.

En 2022, la commune comptait 113 habitants, en stagnation par rapport à 2016 (Meuse : −4,4 %, France hors Mayotte : +2,11 %).
| 1793 | 1800 | 1806 | 1821 | 1831 | 1836 | 1841 | 1846 | 1851 |
| ---- | ---- | ---- | ---- | ---- | ---- | ---- | ---- | ---- |
| 274  | 306  | 334  | 378  | 402  | 402  | 402  | 437  | 437  |

| 1856 | 1861 | 1866 | 1872 | 1876 | 1881 | 1886 | 1891 | 1896 |
| ---- | ---- | ---- | ---- | ---- | ---- | ---- | ---- | ---- |
| 379  | 390  | 359  | 326  | 317  | 310  | 315  | 306  | 280  |

| 1901 | 1906 | 1911 | 1921 | 1926 | 1931 | 1936 | 1946 | 1954 |
| ---- | ---- | ---- | ---- | ---- | ---- | ---- | ---- | ---- |
| 257  | 244  | 234  | 135  | 166  | 204  | 186  | 202  | 191  |

| 1962 | 1968 | 1975 | 1982 | 1990 | 1999 | 2006 | 2008 | 2013 |
| ---- | ---- | ---- | ---- | ---- | ---- | ---- | ---- | ---- |
| 163  | 150  | 152  | 122  | 124  | 109  | 107  | 106  | 112  |

| 2018 | 2022 | - | - | - | - | - | - | - |
| ---- | ---- | - | - | - | - | - | - | - |
| 114  | 113  | - | - | - | - | - | - | - |

#### Pyramide des âges
La population de la commune est relativement âgée.
En 2018, le taux de personnes d'un âge inférieur à 30 ans s'élève à 31,5 %, soit en dessous de la moyenne départementale (32,4 %). À l'inverse, le taux de personnes d'âge supérieur à 60 ans est de 36,8 % la même année, alors qu'il est de 29,6 % au niveau départemental.
En 2018, la commune comptait 59 hommes pour 55 femmes, soit un taux de 51,75 % d'hommes, largement supérieur au taux départemental (49,51 %).
Les pyramides des âges de la commune et du département s'établissent comme suit.
| Hommes | Classe d’âge | Femmes |
| ------ | ------------ | ------ |
| 0,0    | 90 ou +      | 1,8    |
| 10,2   | 75-89 ans    | 16,4   |
| 25,4   | 60-74 ans    | 20,0   |
| 10,2   | 45-59 ans    | 14,5   |
| 20,3   | 30-44 ans    | 18,2   |
| 18,6   | 15-29 ans    | 16,4   |
| 15,3   | 0-14 ans     | 12,7   |

| Hommes | Classe d’âge | Femmes |
| ------ | ------------ | ------ |
| 0,8    | 90 ou +      | 2,2    |
| 7,6    | 75-89 ans    | 11     |
| 20,2   | 60-74 ans    | 20,5   |
| 20,6   | 45-59 ans    | 20     |
| 17,4   | 30-44 ans    | 16,8   |
| 16,7   | 15-29 ans    | 13,6   |
| 16,8   | 0-14 ans     | 15,8   |

## Culture locale et patrimoine

### Lieux et monuments

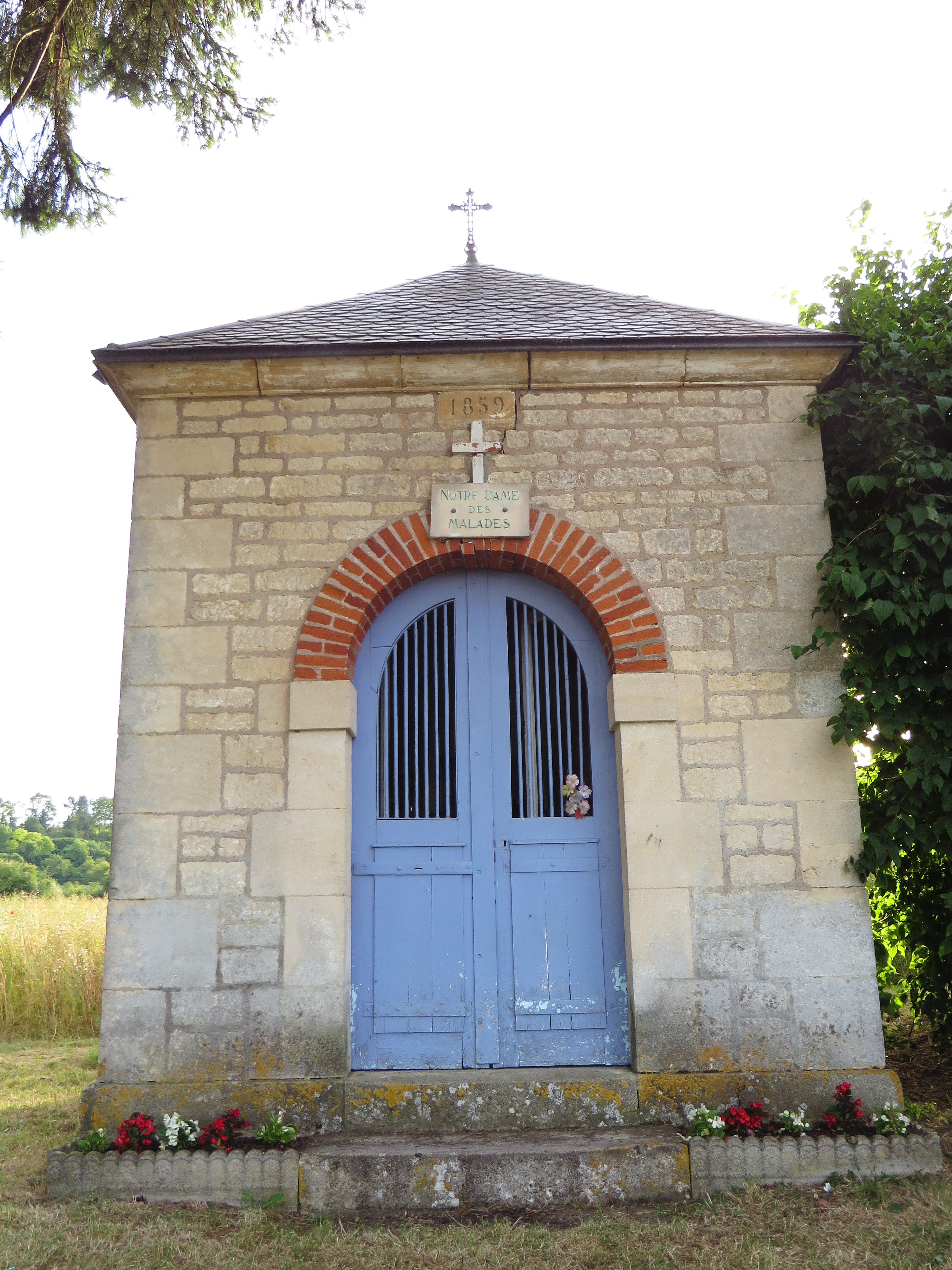
La chapelle Notre-Dame-des-Malades.

- L'église Saint-Martin, construite en 1757, clocher construit en 1829, restaurée après 1914/1918.
- La chapelle Notre-Dame-des Malades, construite en 1859.
- Monument militaire allemand sur le Grand-Truche, rappelant le combat du 27 août 1914 au cours duquel les Allemands tentaient de franchir la Meuse.
- Monument et cimetière militaire, appelé Rotonde en raison de sa forme circulaire. Situé à une centaine de mètres du monument allemand et construite par les Allemands à l'orée de la forêt, il a abrité les sépultures de 82 soldats français et 118 soldats allemands déterrés du champ de bataille. Les corps ont de nouveau été déterrés et sont aujourd’hui situés dans un cimetière militaire à Brieulles-sur-Meuse, parmi les nombreux ossements de soldats non identifiés. Au centre de la rotonde se trouve un arbre déjà présent lors de la construction du monument, qui dépasse donc les cent ans.

### Héraldique, logotype et devise
| Blason de Luzy-Saint-Martin | Blason  | D'or à une tête de lion de sable surmontant deux scies crocodiles d'azur aux manches de gueules posées hautes, adossées, en chevron renversé ; Chapé de gueules chargé à dextre d'une fleur d'iris des marais d'or et à senestre d'une grappe de raisin tigée, feuillée et fruitée du même. Ornements extérieursSupports de l'écu : Deux hérons cendrés adossés au naturel ; Croix de Guerre 1914 – 1918 |
| Blason de Luzy-Saint-Martin | Détails | - Les iris des marais évoquent les milieux aquatiques, marécageux et ainsi le toponyme Luzy qui, selon Jean Coste serait lié à Luze, Loze du latin lutum : marais marécage. - Les deux parties du chapé rappellent que saint Martin a partagé son manteau d'officier romain en deux pour en donner moitié à un pauvre dénudé. L'église du village est vouée à saint Martin. - La tête de lion de sable (noire) est celle des armes de Richer, sire de Pouilly et de Dun qui selon Jeantin serait le premier seigneur connu de Luzy et portait "d'argent à 3 lions de sable 2 et 1". - À la fin de l'ancien régime, Luzy dépendait du Clermontois. - Les scies crocodiles illustrent l'importance locale des pierres de taille extraites des carrières de Luzy jusqu'au milieu du XIXème siècle. Il s'agissait de pierre siliceuse surtout utilisée à l'intérieur. - La grappe de raisin illustre le vignoble notoire sur le terroir jusqu'à la fin du XIXème siècle (26ha en 1831). - Les hérons cendrés en soutien sont ceux de la héronnière réputée abritée par la forêt de Jaulnay. Création Robert André LOUIS et Dominique LACORDE, membres du Comité Lorrain d’Héraldique et adoptée par la commune le 09 avril 2021, Monsieur Daniel DUPUIS étant maire. |